# Dolmen von La Palein
Der Dolmen von La Palein liegt an einem Waldrand auf der Hochfläche Causse Corrézin, südlich von Saint-Cernin-de-Larche im Département Corrèze in der französischen Region Nouvelle-Aquitaine in einem Langhügel. Dolmen ist in Frankreich der Oberbegriff für Megalithanlagen aller Art (siehe: Französische Nomenklatur).
Der einfache Dolmen (französisch Dolmen simple) ist aus Kalkstein. Er besteht aus drei großen erhaltenen Tragsteinen und der zerklüfteten Deckenplatte und ist noch weitgehend vom Hügelmaterial umschlossen. 
Die erste Ausgrabung erfolgte 1865; man fand Holzkohle, Knochensplitter und ein paar Stücke Eisen.
Ein (heute zerbrochenes) Kreuz wurde am westlichen Ende des Hügels errichtet und ist Beleg der Christianisierung des Dolmens. Ein weiterer Tumulus liegt zehn Meter entfernt.
Der Dolmen ist seit 1910 als Monument historique eingestuft.
In der Nähe liegen die Dolmen von Buffovent und der Dolmen de la Chassagne.